# レアル・マドリード・フェメニーノ
レアル・マドリード・フェメニーノ（西: Real Madrid Femenino）は、スペインのマドリードをホームタウンとする女子サッカークラブ。プリメーラ・ディビシオンに所属する。
シニアチームに加え、U-19カテゴリとU-16カテゴリのチームで構成される。

## クラブの歴史

### デポルティーボ・タコン時代
2014年9月12日、前身のクラブであるクラブ・デポルティーボ・タコン（Club Deportivo Tacón）が設立。タコン（Tacón）の名称は、Trabajo（仕事）、Atrevimiento（勇気）、Conocimiento（知識）、Organización（組織）、Notoriedad（名声）の頭文字から来ている。
2015-16シーズンはU-14カテゴリのチームしかなく、2016年6月24日にCDカニージャスのシニアチームとU-19チームを併合したことが発表された。2018-19シーズンにセグンダ・ディビシオン及びプレーオフで勝利し、翌2019-20シーズンよりプリメーラ・ディビシオンに昇格することとなった。
男子チームであるレアル・マドリードが2019年6月に行った理事会にて、2020年7月からCDタコンを吸収合併するソシオ評議会が行われることになり、同9月の臨時総会で正式に吸収合併が決定した。買収額は30万ユーロ(約3600万円)とされている。それに伴い2019-20シーズンよりレアル・マドリードが所有するエスタディオ・アルフレッド・ディ・ステファノをホームスタジアムとして利用することとなった。

### レアル・マドリード・フェメニーノ時代
2020-21シーズンより名称がレアル・マドリード・フェメニーノとなった。

## 成績
CDタコン
| シーズン | カテゴリー | カテゴリー | 国内リーグ | 国内カップ |
| -------- | ---------- | ---------- | ---------- | ---------- |
| 2016–17  | 2部        | セグンダ   | 2位        |            |
| 2017–18  | 2部        | セグンダ   | 1位        |            |
| 2018–19  | 2部        | セグンダ   | 1位        |            |
| 2019–20  | 1部        | プリメーラ | 10位       | ベスト8    |

レアル・マドリード・フェメニーノ
| シーズン | カテゴリー | カテゴリー | 国内リーグ | 国内カップ | SC      | UWCL    |
| -------- | ---------- | ---------- | ---------- | ---------- | ------- | ------- |
| 2020–21  | 1部        | プリメーラ | 2位        | ベスト8    |         |         |
| 2021–22  | 1部        | プリメーラ | 3位        | ベスト4    | ベスト4 | ベスト8 |
| 2022–23  | 1部        | リーガF    | 2位        | 準優勝     | ベスト4 | GS敗退  |
| 2023–24  | 1部        | リーガF    | 2位        | ベスト8    | ベスト4 | GS敗退  |
| 2024–25  | 1部        | リーガF    | 2位        | ベスト4    | 準優勝  | ベスト8 |

## 現所属メンバー
2025年5月21日現在
注：選手の国籍表記はFIFAの定めた代表資格ルールに基づく。
| No. | Pos. |                | 選手名                 |
| --- | ---- | -------------- | ---------------------- |
| 1   | GK   | スペイン       | ミサ・ロドリゲス       |
| 3   | MF   | スペイン       | テレサ・アベジェイラ   |
| 4   | DF   | スペイン       | ロシオ・ガルベス       |
| 5   | DF   | ブラジル       | アントーニア・シウヴァ |
| 6   | MF   | フランス       | サンディー・トレッティ |
| 7   | DF   | スペイン       | オルガ・カルモナ       |
| 9   | FW   | デンマーク     | シグネ・ブルーン       |
| 10  | MF   | スコットランド | キャロライン・ウィアー |
| 11  | FW   | スペイン       | アルバ・レドンド       |
| 12  | DF   | ブラジル       | ヤスミン               |
| 13  | GK   | フランス       | ミレーヌ・シャヴァス   |

| No. | Pos. |              | 選手名                         |
| --- | ---- | ------------ | ------------------------------ |
| 14  | DF   | スペイン     | マリア・メンデス               |
| 15  | DF   | スペイン     | シェイラ・ガルシア             |
| 16  | FW   | デンマーク   | キャロライン・ミュラー         |
| 17  | FW   | スペイン     | カルラ・カマーチョ             |
| 18  | FW   | コロンビア   | リンダ・カイセド               |
| 19  | FW   | スペイン     | エバ・ナバーロ                 |
| 20  | FW   | フランス     | ナオミ・フェラー               |
| 21  | MF   | スウェーデン | フィリッパ・アンイエルダール   |
| 22  | FW   | スペイン     | アテネア・デル・カスティージョ |
| 23  | DF   | フランス     | マエル・ラクラ                 |
| 24  | MF   | ドイツ       | メラニー・ロイポルツ           |

### リザーブチーム
注：選手の国籍表記はFIFAの定めた代表資格ルールに基づく。
| No. | Pos. |          | 選手名                   |
| --- | ---- | -------- | ------------------------ |
| 26  | GK   | スペイン | ライア・ロペス           |
| 28  | DF   | スペイン | アマヤ・ガルシア・ゴメス |
| 29  | DF   | スペイン | シルビア・クリストバル   |
| 33  | DF   | スペイン | ノエミ・ベルトラン       |

| No. | Pos. |          | 選手名                 |
| --- | ---- | -------- | ---------------------- |
| 36  | MF   | スペイン | イルーネ・ドラド       |
| 39  | MF   | スペイン | エルサ・サントス       |
| 40  | FW   | スペイン | パウラ・コメンダドール |

## 歴代所属選手
- ジェシカ・マルティネス 2019-2021
- ソフィア・ヤコブソン 2019-2021
- コソヴァレ・アスラニ 2019-2022
- バベット・ペーター 2020-2022

## 歴代監督
| 氏名               | 国籍     | 期間      |
| ------------------ | -------- | --------- |
| マルタ・テヘドール | スペイン | 2016-2018 |
| ダビド・アスナール | スペイン | 2018-2021 |
| アルベルト・トリル | スペイン | 2021-2025 |